# Dimba
Dimba, właśc. Editácio Vieira de Andrade (ur. 30 lipca 1973 w Sobradinho) – brazylijski piłkarz, występujący podczas kariery na pozycji napastnika.

## Kariera piłkarska
Karierę piłkarską Dimba rozpoczął w klubie Sobradinho Brasília w 1994. Przełomem w jego karierze był transfer do Botafogo FR w 1997. W lidze brazylijskiej zadebiutował 12 lipca 1997 w zremisowanym 0-0 meczu z Goiás EC. Z Botafogo zdobył mistrzostwo stanu Rio de Janeiro – Campeonato Carioca w 1997. W 1998 Dimba wyjechał do Portugalii, gdzie został zawodnikiem Leça FC.
W lidze portugalskiej zadebiutował 29 marca 1998 w wygranym 2-1 meczu z Rio Ave FC. Ostatni raz w lidze portugalskiej Dimba wystąpił 3 maja 1998 w przegranym 0-3 meczu z Boavistą Porto. Ogółem na boiskach Portugalii Dill rozegrał 7 meczów, w których strzelił 1 bramkę. Po powrocie do Brazylii został zawodnikiem Amériki Belo Horizonte.
W 1999 Dimba występował w drugoligowej EC Bahia, z którą zdobył mistrzostwo stanu Bahia – Campeonato Baiano. W kolejnych 4 latach Dimba występował w Botafogo, Gamie i Goiás EC. W Goiás Dimba z 31 bramkami został królem strzelców z ligi brazylijskiej w 2003. W następnych latach Dimba występował w saudyjskim Ittihad FC, CR Flamengo i AD São Caetano.
W barwach São Caetano 27 listopada 2005 w zremisowanym 1-1 meczu z Coritibą Dill wystąpił po raz ostatni w lidze brazylijskiej. Ogółem w latach 1997–2005 wystąpił w lidze w 200 meczach, w których strzelił 95 bramek. W latach 2007–2009 był zawodnikiem drugoligowym Brasiliense Brasília. Z Brasiliense dwukrotnie zdobył mistrzostwo Dystryktu Federalnego – Campeonato Brasiliense w 2008 i 2009. W 2010 i 2011 Dimba był zawodnikiem Ceilândii, z którą zdobył mistrzostwo Dystryktu Federalnego w 2010.